# Убнер, Дарио
Дарио Убнер (итал. Dario Hübner; род. 28 апреля 1967, Муджа, Триест, Италия) — итальянский футболист, лучший бомбардир Серии А сезона 2001/02 (вместе с Давидом Трезеге) в составе «Пьяченцы». Спортивное прозвище — «Бизон» (итал. Bisonte).

## Биография
Дарио Убнер родился на севере Италии, в городке Муджа. После окончания седьмого класса школы Дарио пошёл работать, был пекарем, затем ковал алюминий, потом четыре года ставил оконные рамы. Раз или два в неделю после окончания 10-часового рабочего дня он приходил на тренировки районной команды «Муггесана». Для участия в матчах с другими командами Убнеру приходилось отпрашиваться с работы. В 20 лет Дарио перешёл в команду «Пьеведжина», игравшую в городском чемпионате Тревизо. Весь этот год Убнер продолжал работать стекольщиком. Через год Дарио оказался в клубе «Пергокрема», во время выступления за который он зарабатывал покраской стен.
Лишь в клубе «Фано» из Серии C1, где Убнер оказался в 1989 году, он полностью сосредоточился на футболе. При этом от вредных привычек отказываться не стал: выкуривал по 15 сигарет в день, выпивал стакан граппы, банку пива и много эспрессо. Убнер позволял себе курить даже на скамейке запасных вместе с тренером Франческо Гвидолином, также заядлым курильщиком. За три года в этой команде Дарио проявил себя как хороший бомбардир и в сезоне 1991/1992 с 14 забитыми голами стал лучшим бомбардиром Серии C1. В том сезоне его клуб вылетел из Серии C1, а Убнер, наоборот, пошёл на повышение в клуб Серии B «Чезена».
От болельщиков «Чезены» Убнер получил прозвище «Бизон» за внешность и силовую манеру игры. В этом клубе Дарио провёл пять сезонов, регулярно забивая, а в сезоне 1995/1996 став лучшим бомбардиром Серии B. В 1996 году Убнера приглашали на просмотр в миланский «Интер», но требовали отказаться от вредных привычек, с чем Дарио не согласился. Переходить в более сильный клуб Убнер не стремился, даже не имел агента. Когда им заинтересовались английские «Лидс Юнайтед» и «Ноттингем Форест», Дарио ответил на их предложения отказом, сославшись на губительное воздействие чужого образа жизни и собственную лень.
Отец — немец, мать — итальянка, несмотря на немецкие корни, Дарио почти не владеет немецким языком.

## Личные достижения
- Лучший бомбардир Серии А сезона 2001/02.
- Лучший бомбардир Серии B сезона 1995/96.
- Лучший бомбардир Серии С1 сезона 1991/92.